# Otra mujer
Another Woman (Otra mujer) es una película de 1988 dirigida por Woody Allen y protagonizada por Gena Rowlands, en el papel de una mujer reservada sentimentalmente, junto a Mia Farrow. A diferencia de la mayoría de las películas de Allen de aquella época, en esta el director no tiene un papel como actor.

## Argumento
Marion es una profesora universitaria de mediana edad. Dirige el Departamento de Filosofía en una universidad, y se ha especializado en filosofía existencial alemana. Durante un verano sabático, comienza a escribir un libro. Sin embargo, al lado de su despacho han empezado unas obras de construcción. Es entonces cuando alquila un pequeño apartamento, con tal de contar con mayor tranquilidad. Su vecino de al lado es psiquiatra, y realiza sus consultas en el piso, con lo que escucha las sesiones con sus pacientes a través del respiradero. 
Al principio Marion, la protagonista, se encuentra reticente, no sabe si escuchar esas conversaciones ajenas. Pero lentamente se irá fascinando con el existencialismo intelectual de los problemas de los pacientes. Sobre todo se conmueve ante la historia de Hope (Esperanza), una joven embarazada (interpretada por Mia Farrow). El doctor teoriza que en el subconsciente de su paciente, esta se encuentra saboteando su propia vida, para gradualmente considerarla merecedora del suicidio. La joven está casada con un hombre que no ama, y ha concebido un hijo que no quiere. Estas acciones engañan a la joven, convenciéndola de que está avanzando contra su depresión, mientras crea excusas permanentemente para culparse por ello.
Escuchar la regresión terapéutica de los pacientes del psiquiatra hace que Marion examine su propia vida. La austeridad de sus padres y las grandes expectativas que tienen sobre ella la han perjudicado sentimentalmente, no permitiéndole disfrutar la vida ni conectar con su marido y amigos.
- Datos: Q541185